# لنز تله فوتو

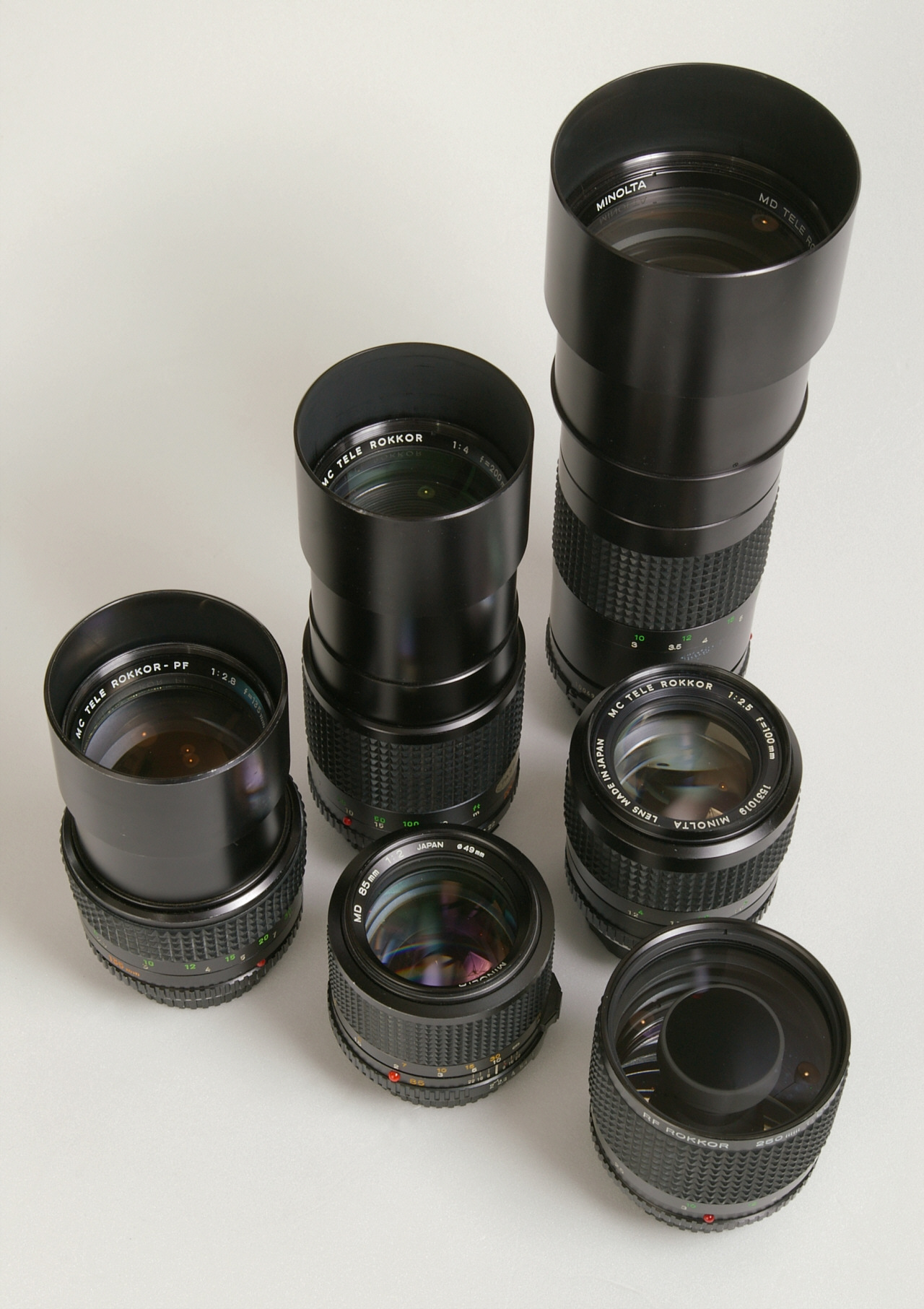
یک مجموعه از لنزهای تله

لنز تِله‌فوتو نوع خاصی لنز با قابلیت فوکوس در فاصله‌های دور است. هرچه عدد فاصله کانونی لنز بزرگ‌تر باشد زاویه دید لنز تنگ‌تر است و به عبارتی لنز به سمت تله سوق می‌یابد. لنز تله فوتو نه‌تنها از لحاظ توانایی گرفتن عکس‌های بزرگ از سوژه‌های دور و بعضی اوقات غیرقابل دسترس، بلکه به خاطر زاویه دید باریک آن نیز دارای اهمیت قابل توجهی است. این مشخصه به لنز کمک می‌کند که سردرگمی بصری را کاهش دهد و یک سوژه را برای بیننده برجسته کند.

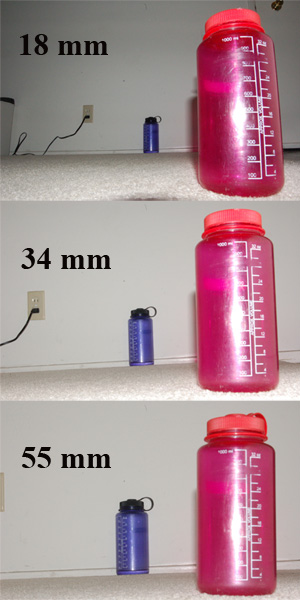
تاثیر فاصله کانونی در دور و نزدیک شدن سوژه

## انواع
لنز تله فوتو به دو گونهٔ لنز تله کوتاه و لنز تله بلند تقسیم می‌شوند که لنزهای تله کوتاه در محدودهٔ ۸۵ تا ۲۵۰ میلیمتر و تله‌های بلند از ۳۰۰ تا ۱۰۰۰ میلیمتر هستند. هر دو گروه این لنزها کاربرد زیادی در عکاسی ورزشی و عکاسی حیات وحش دارند.
این لنزها دارای میدان دید محدودی هستند و در حقیقت هرچه بزرگ‌تر شوند، محدودیت میدان دید آنها هم بیش‌تر می‌شود.